# Александерплац
Алекса́ндерплац (нім. Alexanderplatz — «Олександрівська площа») — центральна площа Берліна, важливий транспортний вузол і пам'ятка столиці Німеччини. Площа пішохідна, має правильну прямокутну форму і знаходиться в історичному кварталі Кьонігсштадт в районі Мітте. Берлінці часто називають площу просто «Алекс». Щоденно площу відвідують більше 360 000 осіб. Вокзал Александерплац обслуговує регіональні потяги і  міську електричку. Під площею знаходиться однойменна станція Берлінського метрополітену.

## Історія
З 1701 площа офіційно називалась «Площа Королівських Воріт» (нім. Königs Thor Platz). В честь відвідання російського імператора Олександра I восени 1805 року наказом прусського короля Фрідріха Вільгельма III площа носить свою сучасну назву. У зв'язку із швидким ростом населення в процесі індустріалізації площа стала популярною серед бідних людей. На площі збереглися довоєнні будівлі (Alexanderhaus (Sitz der Bankgesellschaft Berlin) і Berolinahaus).
У післявоєнний період, за часів НДР, в 1966—1970 площа була забудована новими будинками, збільшився її розмір в напрямку центра Східного Берліна. Тут з'явився висотний готель (123 метри), великий магазин, Дім учителя і, пізніше, телевежа. Про архітектуру колишньої НДР нагадує великий обертовий годинник, завдяки якому можна дізнатися котра година в багатьох країнах світу, і фонтан, котрий раніше називався «Дружба народів».
У 2010-ті розпочалася повна реконструкція площі, до 2019 року тут з'явиться чимало висотних будинків, котрі доповнять її образ.

## Галерея

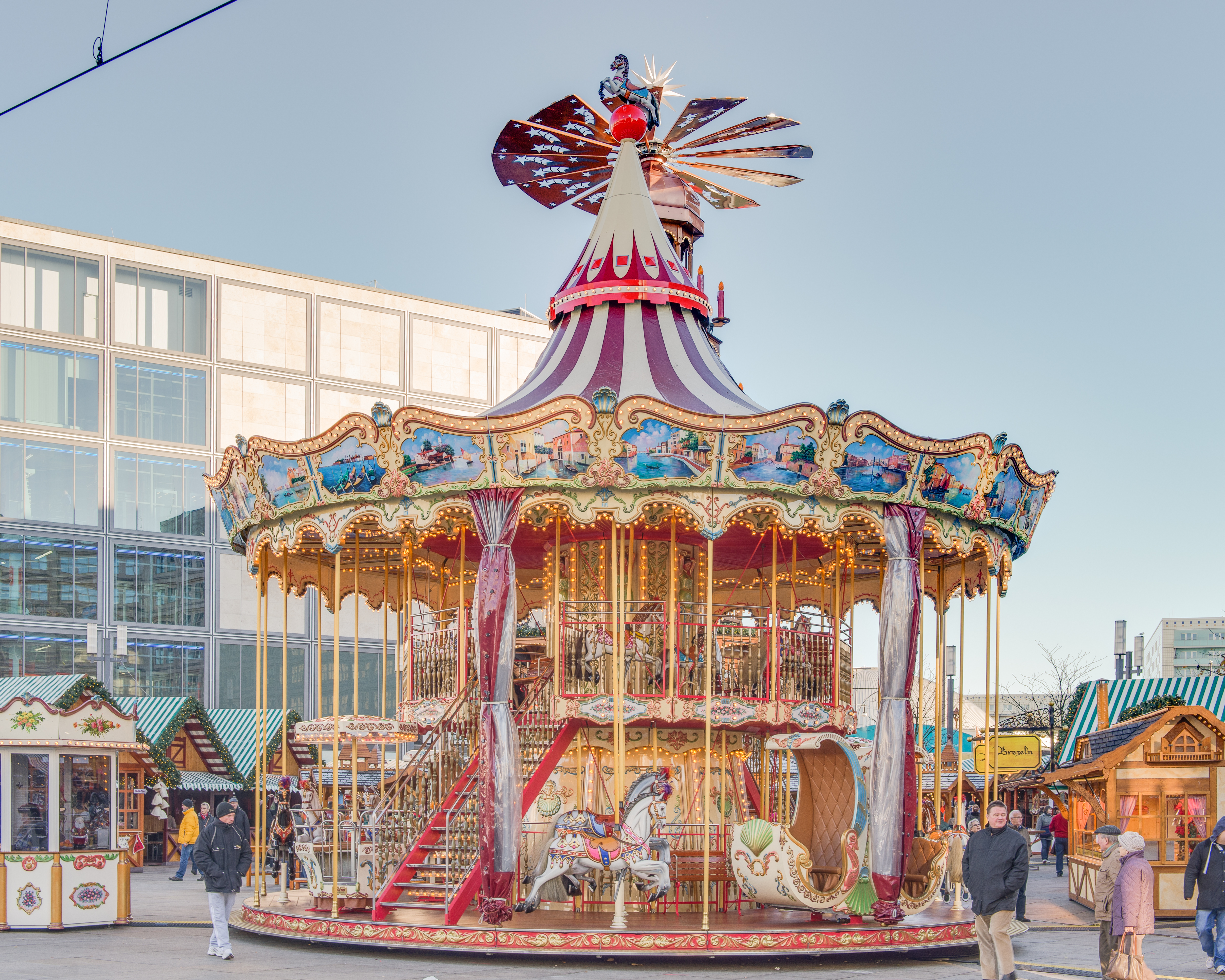
Різдвяний ярмарок на Александерплац, 2013 (вибране зображення на Вікісховищі

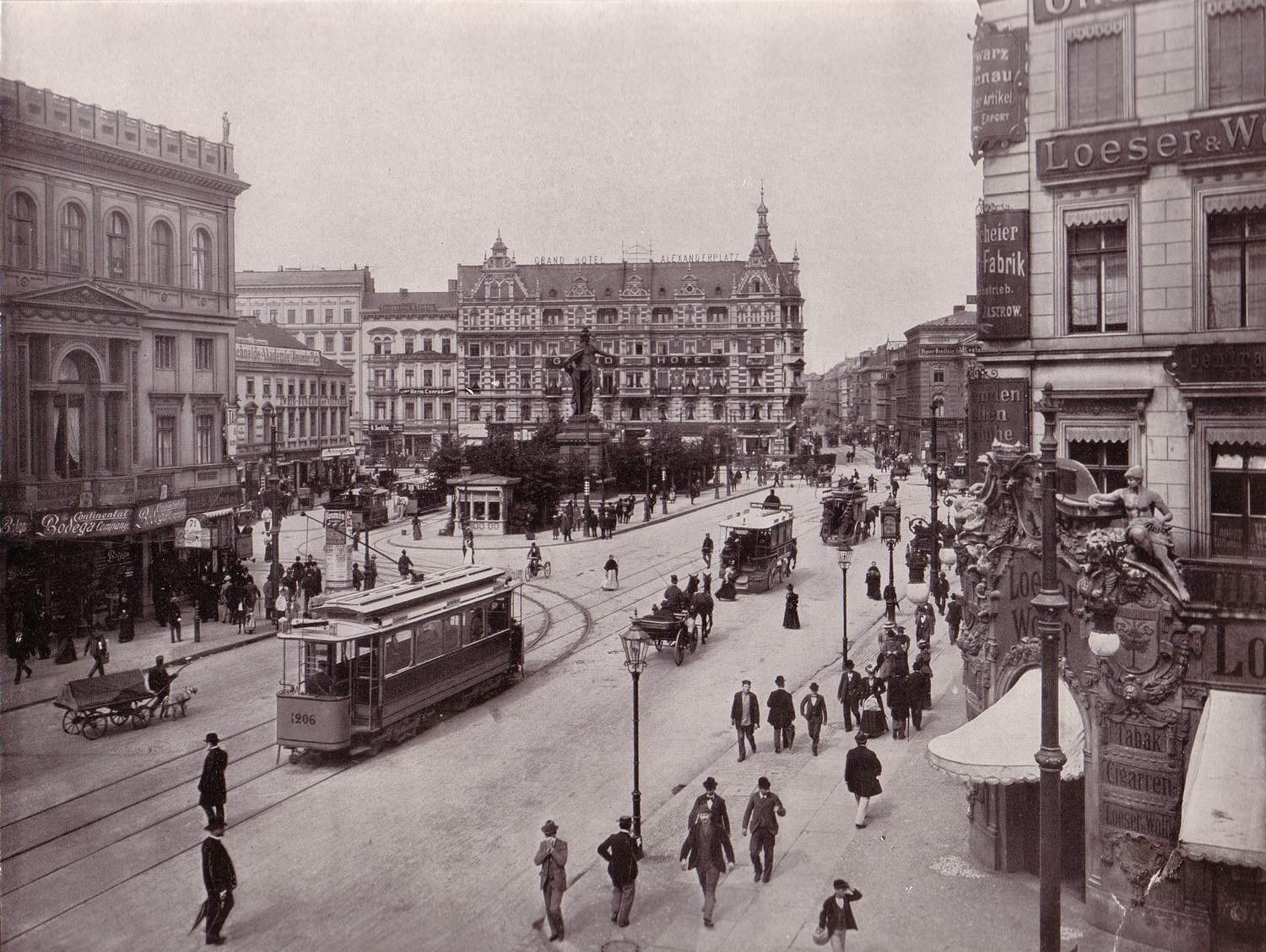
Александерплац, 1903 рік
- Alexanderplatz вночі в 2015
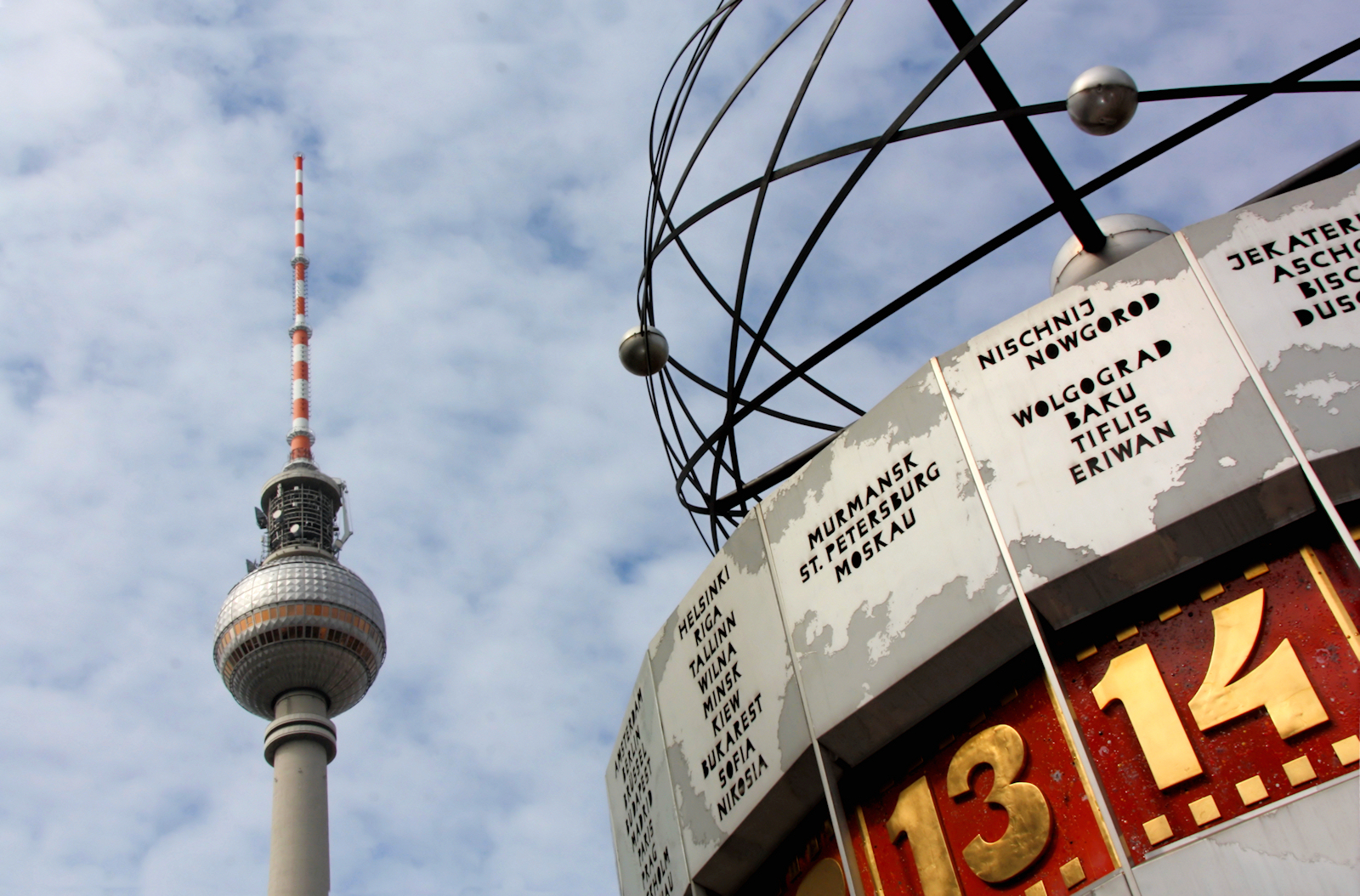
Світовий годинник на фоні Fernsehturm
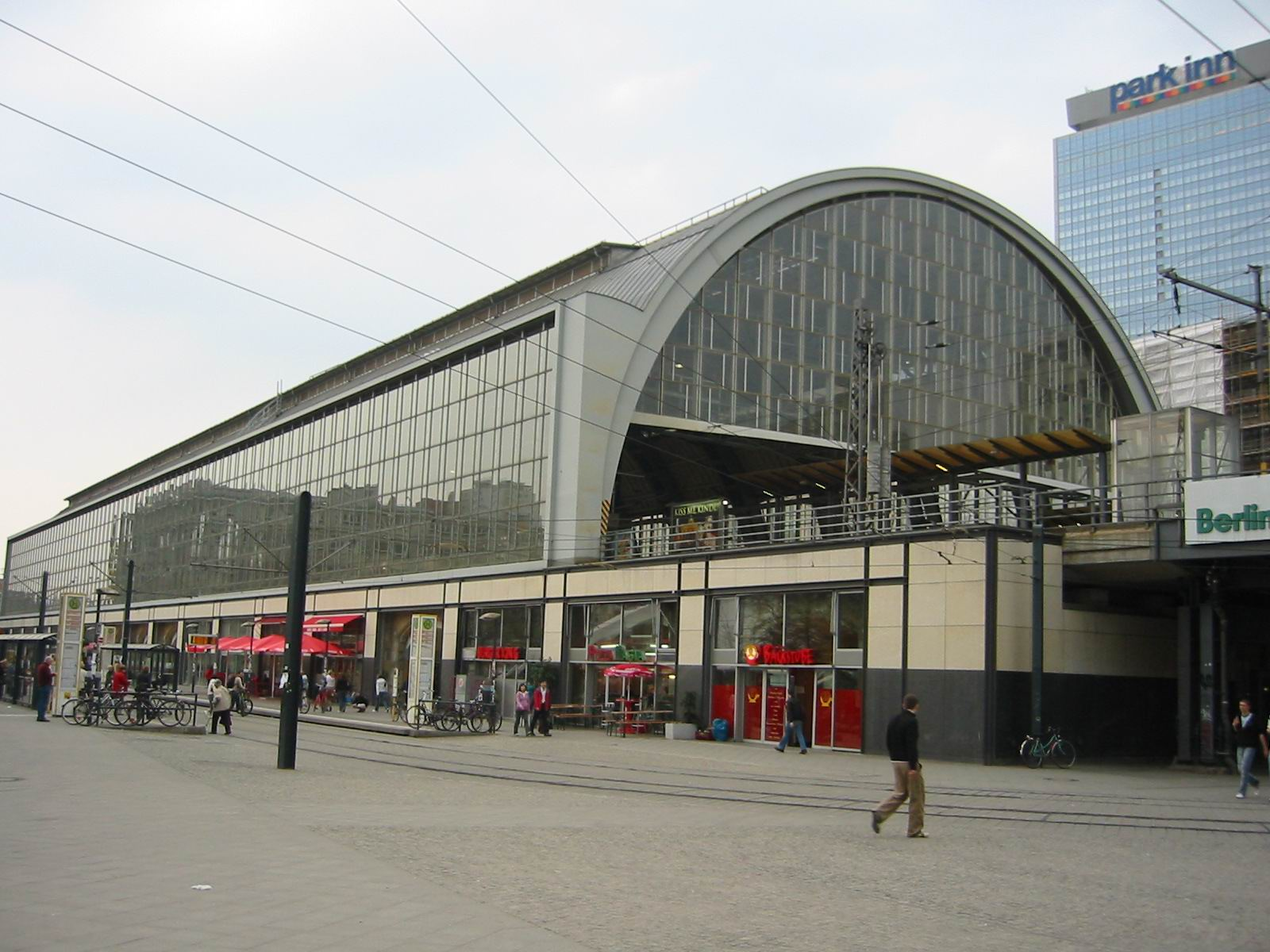
Берлін-Александерплац (станція)
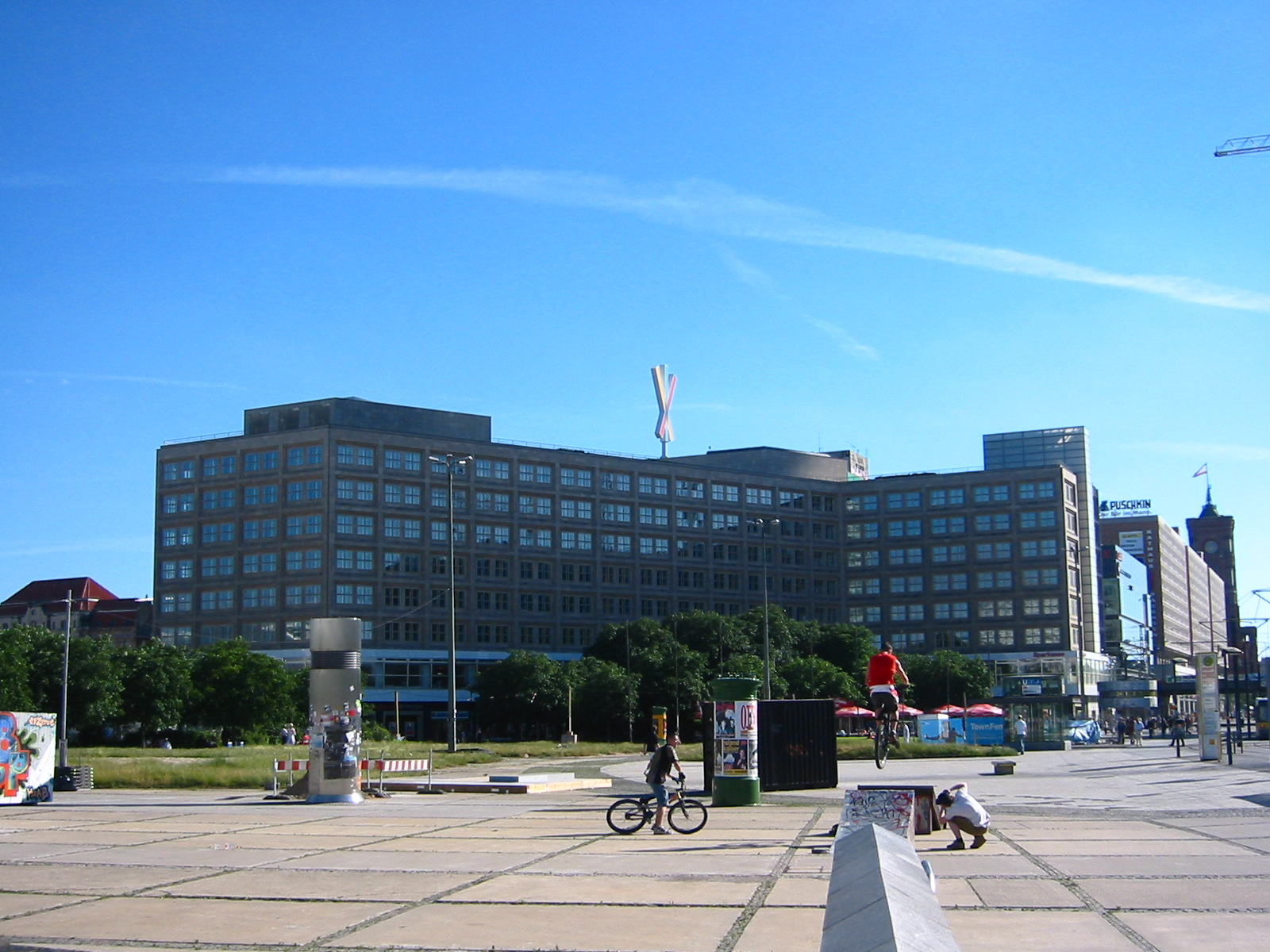
Alexanderhaus
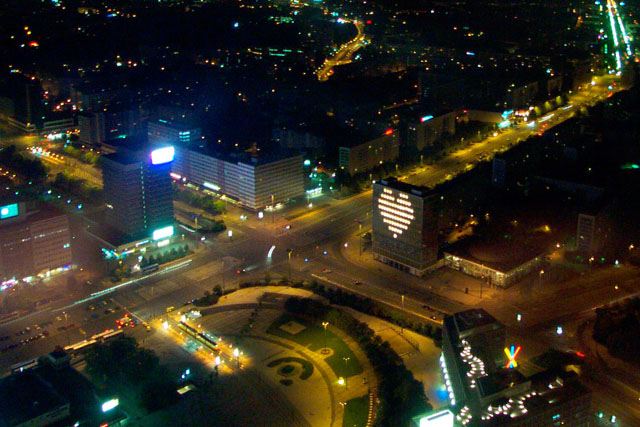
Project Blinkenlights
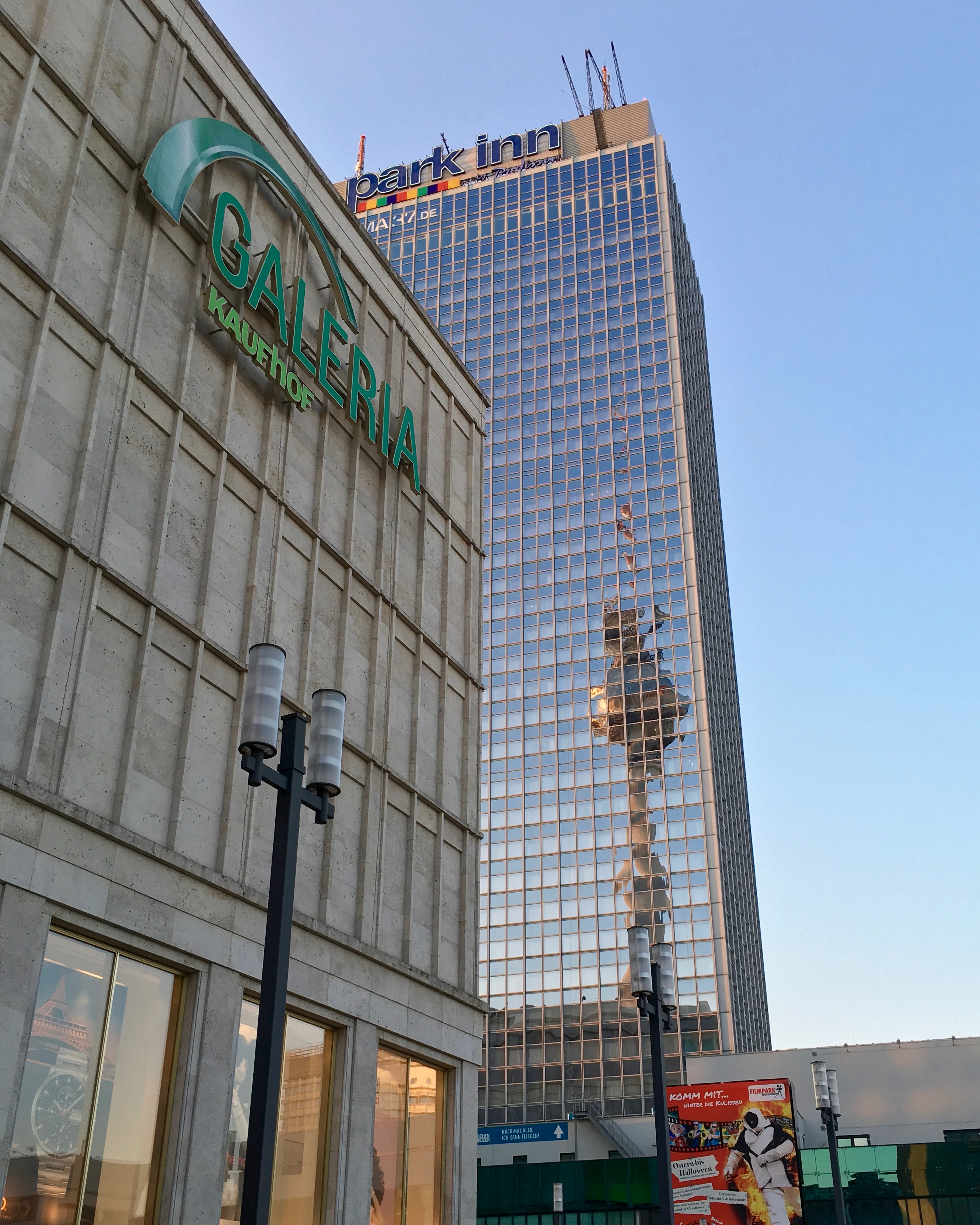
Готель Park Inn (на стіні відображення Fernsehturm).
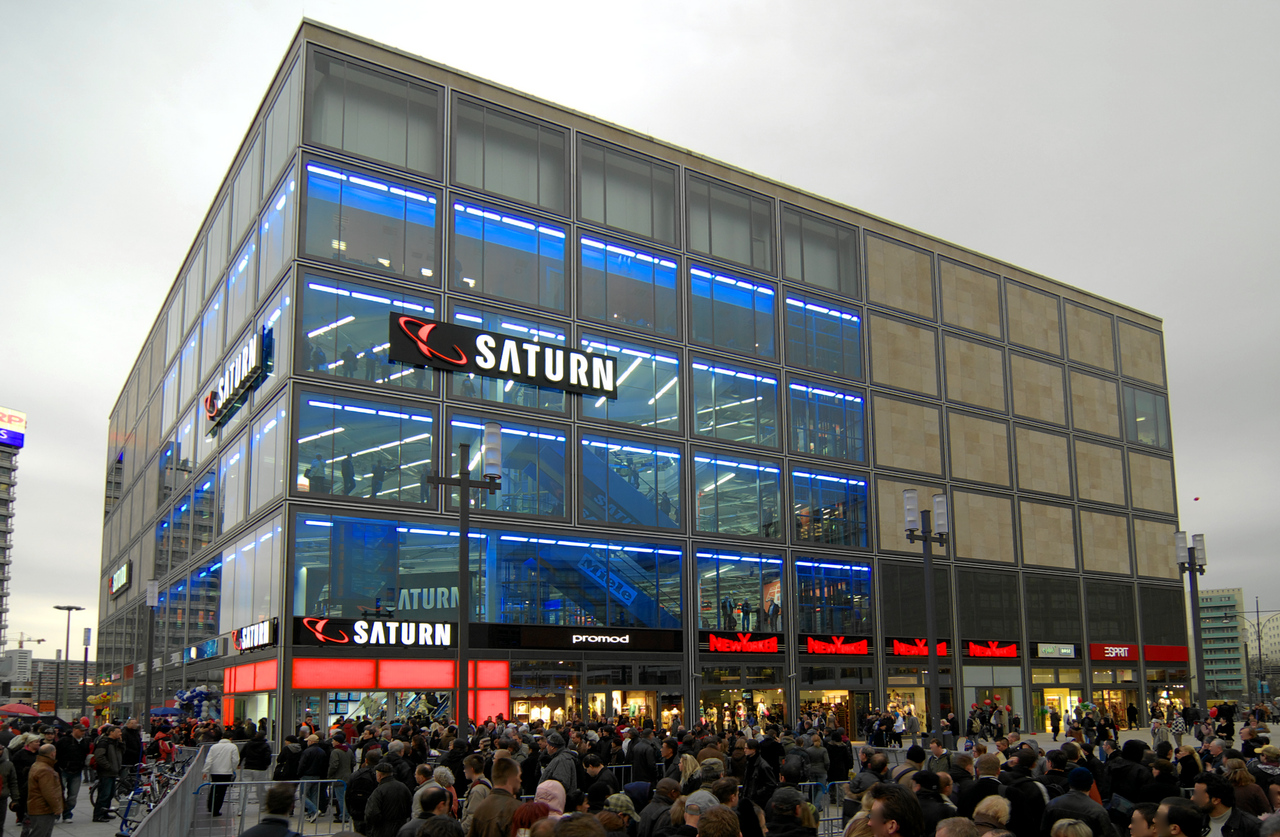
Торговельний центр die mitte
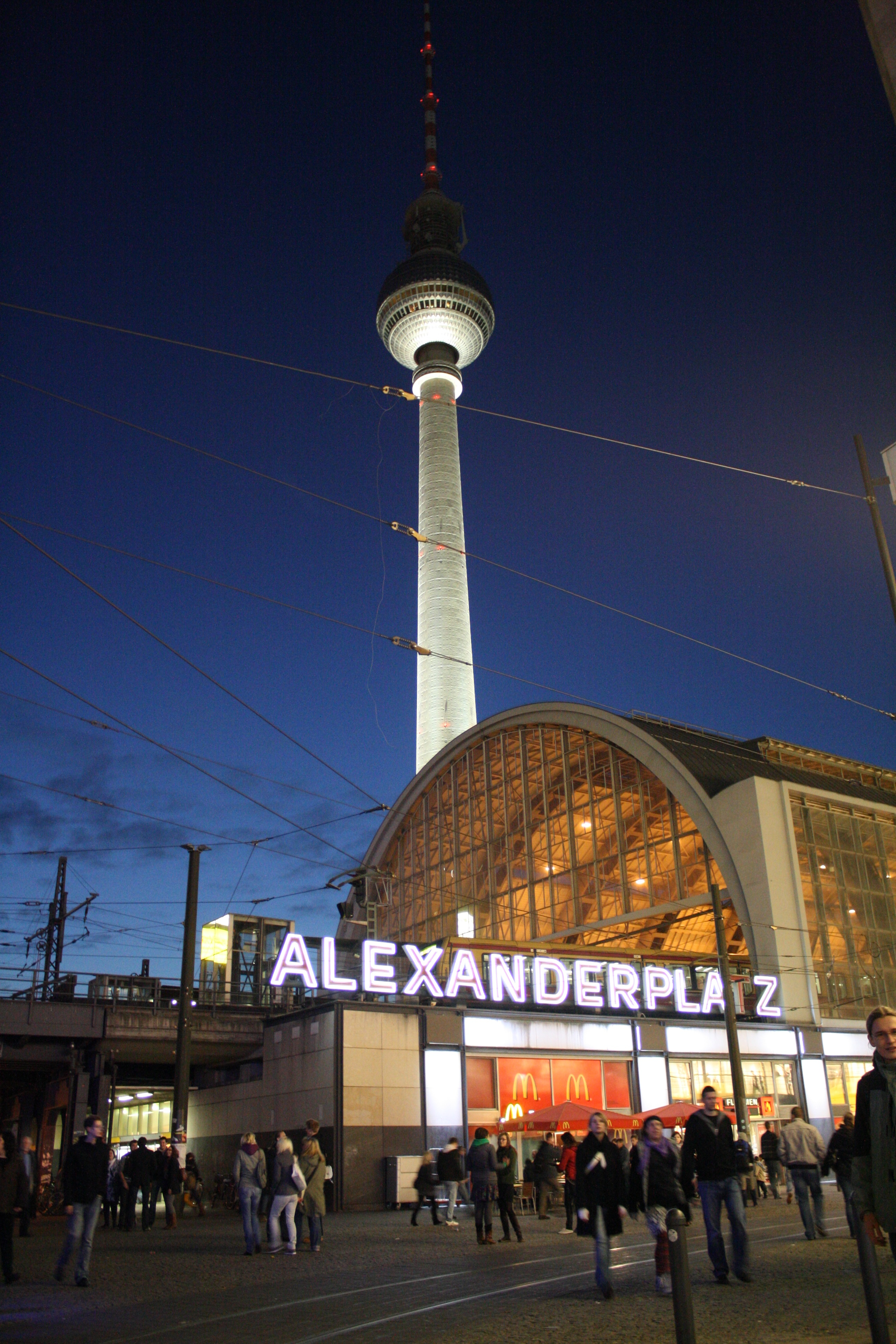
Вокзал і телевежа
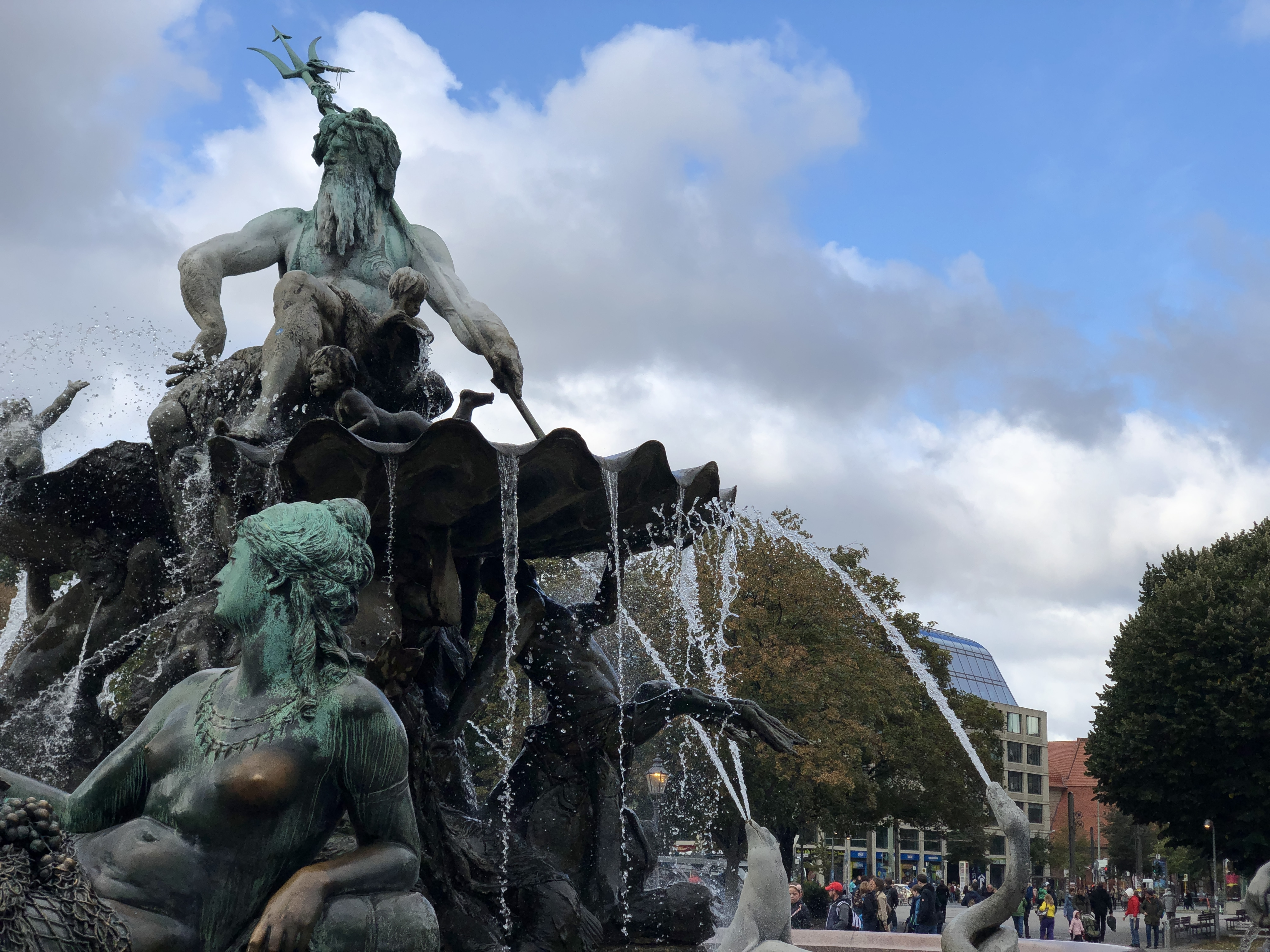
Нептун
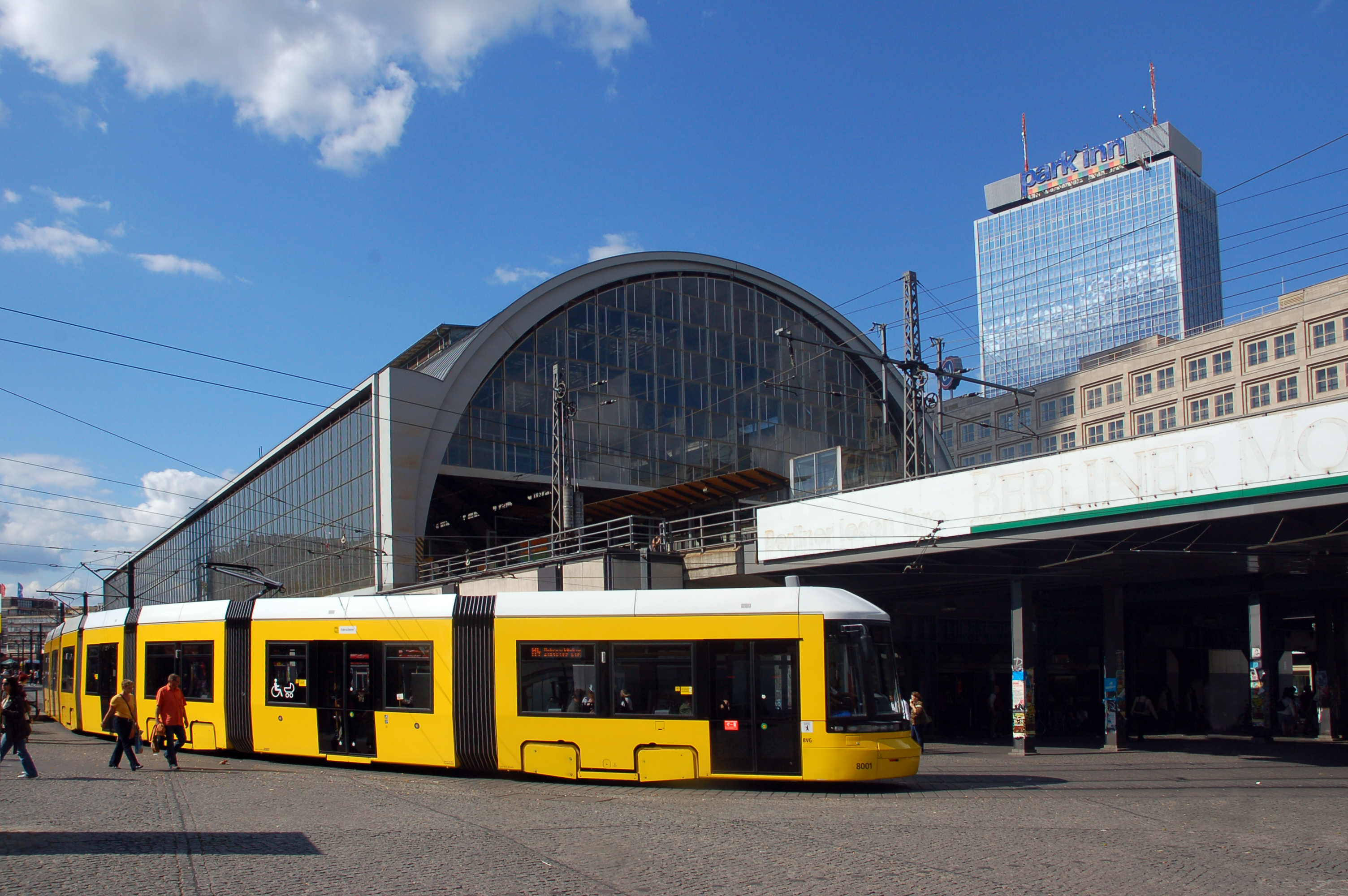
Трамвай на вокзалі "Александерплац"
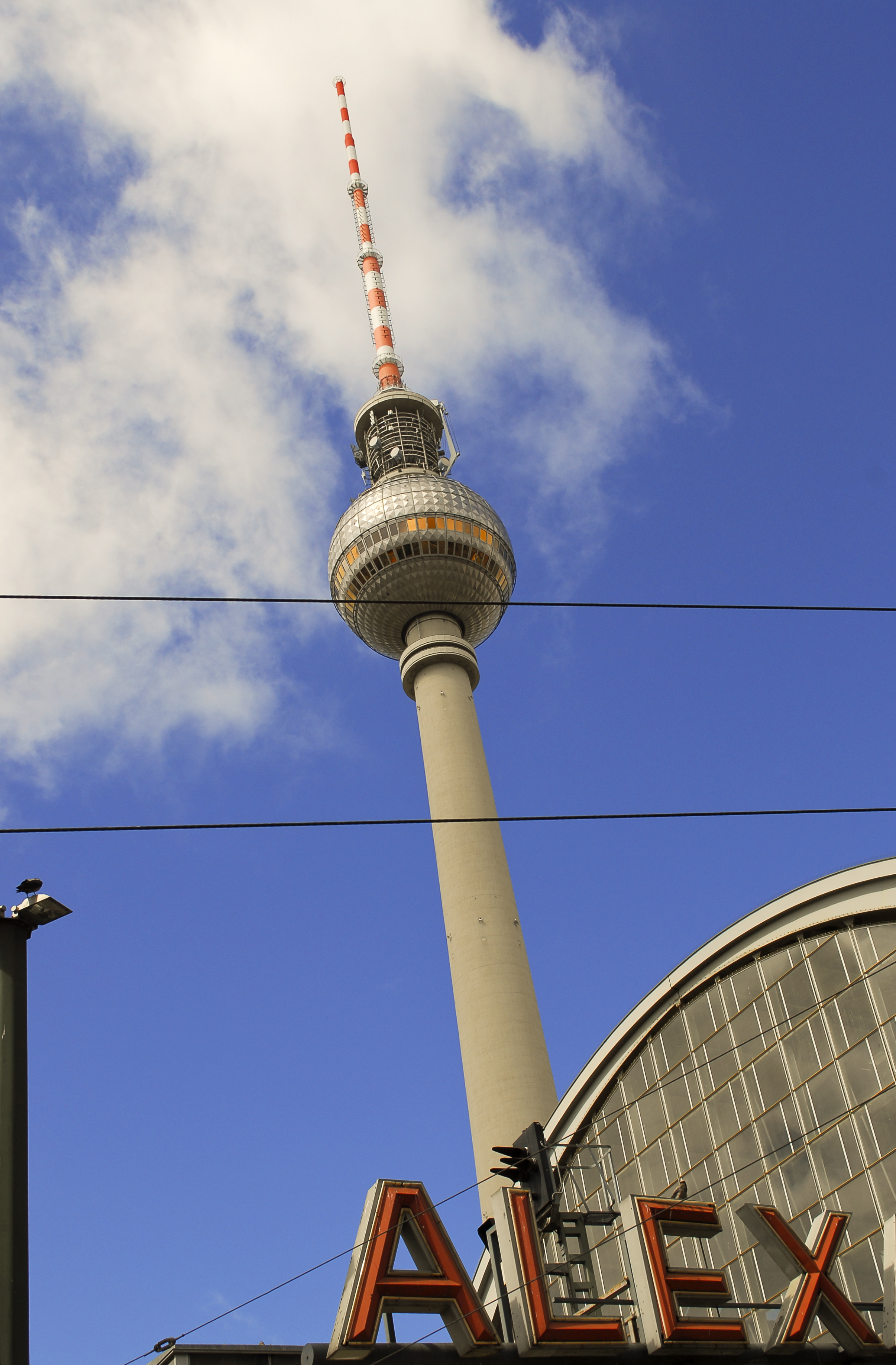
Fernsehturm на "Alex"
Світовий годинник з Park Inn на задньому плані